# Dahira taiwana
Dahira taiwana (voorheen geplaatst in het geslacht Gehlenia) is een vlinder uit de familie van de pijlstaarten (Sphingidae). De wetenschappelijke naam van de soort werd in 1998 gepubliceerd door Ronald Brechlin.